# Abraham Watkins Venable

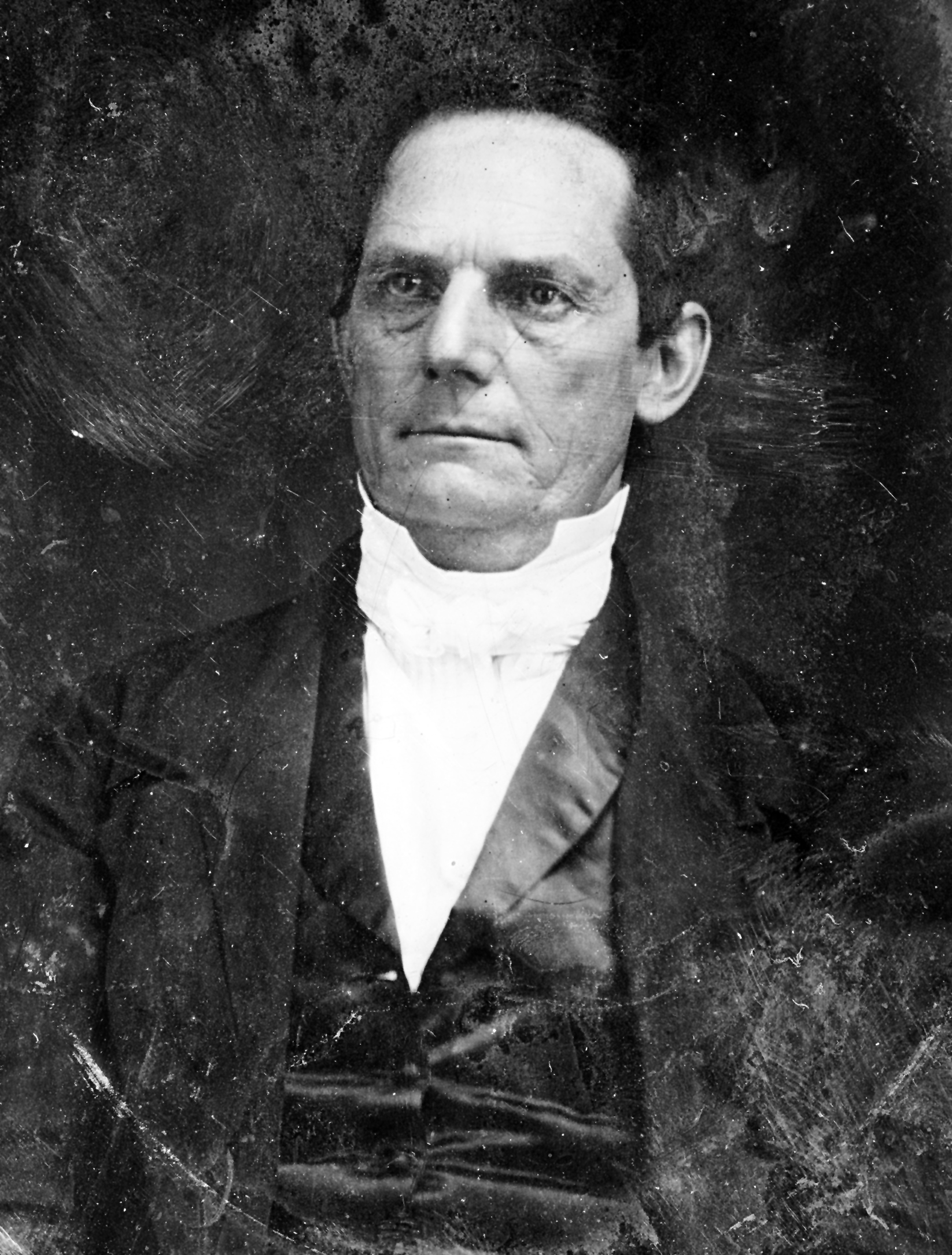
Abraham Watkins Venable

Abraham Watkins Venable (* 17. Oktober 1799 in Springfield, Fairfax County, Virginia; † 24. Februar 1876 in Oxford, North Carolina) war ein US-amerikanischer Politiker (Demokratische Partei), der den Bundesstaat North Carolina im US-Repräsentantenhaus und im Konföderiertenkongress vertrat. Sein Onkel Abraham Bedford Venable saß von 1803 bis 1804 für Virginia im US-Senat.
Abraham Venable schloss 1816 das College in Hampden Sydney ab und studierte danach zwei Jahre Medizin, ehe er sich den Rechtswissenschaften zuwendete. 1819 graduierte er in Princeton; zwei Jahre später wurde er in die Anwaltskammer aufgenommen, woraufhin er als Jurist im Prince Edward County und im Mecklenburg County praktizierte, ehe er 1829 nach North Carolina umzog.
Dort begann er sich politisch zu betätigen. 1846 wurde Venable ins Repräsentantenhaus in Washington, D.C. gewählt, wo er nach mehrfacher Wiederwahl bis 1853 verblieb; im Jahr 1852 wurde er von seiner Partei nicht wieder nominiert. 1860 gehörte er dem Electoral College an und stimmte dort für den Kandidaten der Südstaaten-Demokraten, John C. Breckinridge, sowie dessen Running mate Joseph Lane; zum neuen US-Präsidenten wurde jedoch der Republikaner Abraham Lincoln gewählt.
Als sich North Carolina in der Folge von der Union abspaltete und den Konföderierten Staaten beitrat, wurde Venable als Delegierter in deren provisorischen Kongress berufen; danach saß er von 1862 bis 1864 auch im Repräsentantenhaus des ersten Konföderiertenkongresses. Nach dem Sezessionskrieg war Venable nicht mehr politisch tätig.